# Interleucina 1 beta
La interleucina-1 beta ( IL-1β ) també coneguda com a pirogen leucocític, mediador endogen leucocític, factor de cèl·lules mononuclears, factor activador de limfòcits i altres noms, és una proteïna de citocines que en humans està codificada pel gen IL1B. Hi ha dos gens per a la interleucina-1 (IL-1): IL-1 alfa i IL-1 beta (aquest gen). El precursor IL-1β és escindit per la caspasa citosòlica 1 (interleucina 1 beta convertasa) per formar IL-1β madura.

## Funció
La propietat productora de febre del pirogen leucocític humà (interleucina 1) va ser purificada per Dinarello el 1977 amb una activitat específica de 10-20 nanograms/kg. El 1979, Dinarello va informar que el pirogen leucocític humà purificat era la mateixa molècula que va ser descrita per Igal Gery el 1972. El va anomenar factor activador de limfòcits (LAF) perquè era un mitògen dels limfòcits. No va ser fins al 1984 que es va descobrir que la interleucina 1 constava de dues proteïnes diferents, ara anomenades interleucina-1 alfa i interleucina-1 beta.
IL-1β és un membre de la família de citocines de la interleucina 1. Aquesta citocina la produeixen macròfags activats, monòcits i un subconjunt de cèl·lules dendrítiques conegudes com slanDC, com a proproteïna, que és processada proteolíticament fins a la seva forma activa per la caspasa 1 (CASP1/ICE). Aquesta citocina és un mediador important de la resposta inflamatòria i està implicada en una varietat d'activitats cel·lulars, incloent la proliferació cel·lular, la diferenciació i l'apoptosi. S'ha trobat que la inducció de la ciclooxigenasa-2 (PTGS2/COX2) per part d'aquesta citocina al sistema nerviós central (SNC) contribueix a la hipersensibilitat al dolor inflamatori. Aquest gen i vuit altres gens de la família de la interleucina 1 formen un grup de gens de citocines al cromosoma 2.
IL-1β, en combinació amb IL-23, va induir l'expressió d'IL-17, IL-21 i IL-22 per les cèl·lules T γδ. Aquesta inducció d'expressió és en absència de senyals addicionals. Això suggereix que IL-1β està implicada en la modulació de la inflamació autoimmune
S'han descrit diferents complexos d'inflamsoma — molecular citosòlic— — Els inflamasomes reconeixen senyals de perill i activen el procés proinflamatori i la producció d'IL-1β i IL-18. NLRP3 (conté tres dominis: domini de pirina, un domini d'unió a nucleòtids i una repetició rica en leucina ) el tipus d'inflamsoma s'activa per diversos estímuls i s'han documentat diverses malalties relacionades amb l'activació de NLRP3 com la diabetis mellitus tipus 2, la malaltia d'Alzheimer, l'obesitat i aterosclerosi.

## Propietats
Abans de la divisió per la caspasa 1, la pro-IL-1β té un pes molecular de 37 kDa. El pes molecular de la IL-1β processada proteolíticament és de 17,5 kDa. IL-1β té la següent seqüència d'aminoàcids:
APVRSLNCTL RDSQQKSLVM SGPYELKALH LQGQDMEQQV VFSMSFVQGE ESNDKIPVAL GLKEKNLYLS CVLKDDKPTL QLESVDPKNY PKKKMEKRFV FNKIEINNKL EFESAQFPNW YISTSQAENM PVFLGGTTMQF VDSSIT
L'activitat fisiològica determinada a partir de la proliferació dependent de la dosi de cèl·lules D10S murines és de 2,5 x 108 a 7,1 x 108 unitats/mg.
IL-1β està present en altres espècies d'animals, però les seqüències d'IL-1β no mamífers no tenen un lloc de clivatge de la cascasa-1 conservat.

## Importància clínica
L'augment de la producció d'IL-1β provoca una sèrie de síndromes autoinflamatòries diferents, sobretot les condicions monogèniques conegudes com a síndromes periòdiques associades a criopirina (CAPS), a causa de mutacions en el receptor de l'inflamsoma NLRP3 que desencadena el processament d'IL-1β.
S'ha observat que la disbiosi intestinal indueix osteomielitis de manera dependent de IL-1β.
També s'ha trobat la presència d'IL-1β en pacients amb esclerosi múltiple (una malaltia autoimmune crònica del sistema nerviós central). Tanmateix, no se sap exactament quines cèl·lules produeixen IL-1β. També s'ha demostrat que el tractament de l'esclerosi múltiple amb acetat de glatiramer o natalizumab redueix la presència d'IL-1β o el seu receptor.